# Lowkowo
Lowkowo (ros. Лёвково) – wieś (ros. деревня, trb. dieriewnia) w zachodniej Rosji, w wołoscie Michajłowskaja (osiedle wiejskie) rejonu łokniańskiego w obwodzie pskowskim.

## Geografia
Miejscowość położona jest 2 km od dieriewni Rykajłowo, 3 km od jeziora Łoknowo, 18 km od centrum administracyjnego osiedla wiejskiego (Michajłow Pogost), 26,5 km od centrum administracyjnego rejonu (Łoknia), 148 km od stolicy obwodu (Psków).
W granicach miejscowości znajduje się ulica Zabytaja (1 posesja).

## Demografia
W 2010 r. miejscowość nie posiadała mieszkańców.